# Edward White Benson
Edward White Benson (Highgate, 14 luglio 1829 – Hawarden, 11 ottobre 1896) è stato un arcivescovo anglicano inglese, arcivescovo di Canterbury dal 1883 fino alla sua morte.

## Biografia
Edward White Benson è nato a Highgate (quartiere di Londra) ed era figlio di un fabbricante chimico di Birmingham. Fu educato alla King Edward's School, Birmingham e al Trinity College di Cambridge, dove si laureò nel 1852. Benson iniziò la sua carriera come insegnante alla Rugby School nel 1852 e fu ordinato diacono nel 1852 e sacerdote nel 1857. Nel 1859 Benson è stato scelto dal principe Alberto, come il primo Master (preside) del Wellington College, Berkshire, che era stata costruita come memoriale della nazione per il duca di Wellington. Benson è stato in gran parte responsabile per la fissazione di Wellington come una grande scuola di pubblica inglese, strettamente modellata sul Rugby School, piuttosto che l'Accademia militare originariamente previsto. In seguito fu cancelliere della Cattedrale di Lincoln da 1872–77 e il primo vescovo di Truro da 1877–82. Fondò Truro High School for Girls nel 1880.
Benson morì di un improvviso attacco di cuore nella chiesa di Hawarden, Galles, St Deiniol l'11 ottobre 1896 durante messa.
Benson è ricordato per aver creato il Nine Lessons and Carols, utilizzato nella Cattedrale di Truro alla vigilia del Natale 1880. Considerevolmente rivisto da Eric White Milner per College di Cambridge del re, questo servizio è ora utilizzato ogni Natale in tutto il mondo.
Benson e sua moglie Mary Sidgwick Benson, la sorella del filosofo Henry Sidgwick, ebbe sei figli. Il loro quinto figlio fu il romanziere E. F. Benson. Un altro figlio fu A. C. Benson, l'autore del testo di "Land of Hope and Glory" e maestro del Magdalene College di Cambridge. Il loro figlio più giovane, Robert Hugh Benson, divenne un ministro della Chiesa d'Inghilterra prima di convertirsi al cattolicesimo e divenire scrittore di molti romanzi popolari. La loro figlia Margaret Benson era un'artista, autrice e egittologa. Nessuno dei figli si sposò; e alcuni di loro sembravano soffrire di disturbi dell’umore, probabilmente di disturbo bipolare.

## Genealogia episcopale
La genealogia episcopale è:
- Cardinale Vital du Four
- Arcivescovo John de Stratford
- Vescovo William Edington
- Arcivescovo Simon Sudbury
- Vescovo Thomas Brantingham
- Vescovo Robert Braybrooke
- Arcivescovo Roger Walden
- Vescovo Henry Beaufort
- Cardinale Thomas Bourchier
- Arcivescovo John Morton
- Vescovo Richard Foxe
- Arcivescovo William Warham
- Vescovo John Longland
- Arcivescovo Thomas Cranmer
- Vescovo William Barlow
- Arcivescovo Matthew Parker
- Arcivescovo Edmund Grindal
- Arcivescovo John Whitgift
- Arcivescovo Richard Bancroft
- Arcivescovo George Abbot
- Arcivescovo George Montaigne
- Arcivescovo William Laud
- Vescovo Brian Duppa
- Arcivescovo Gilbert Sheldon
- Vescovo Henry Compton
- Arcivescovo William Sancroft
- Vescovo Jonathan Trelawny, III baronetto
- Arcivescovo John Potter
- Arcivescovo Thomas Herring
- Arcivescovo Robert Hay Drummond
- Arcivescovo William Markham
- Arcivescovo Edward Venables-Vernon-Harcourt
- Arcivescovo John Bird Sumner
- Arcivescovo Archibald Campbell Tait
- Arcivescovo Edward White Benson